# Lepraria diffusa
Lepraria diffusa är en lavart som först beskrevs av J. R. Laundon, och fick sitt nu gällande namn av Kukwa. Lepraria diffusa ingår i släktet Lepraria och familjen Stereocaulaceae.  Arten är reproducerande i Sverige. Inga underarter finns listade i Catalogue of Life.